# Butlers (компанія)

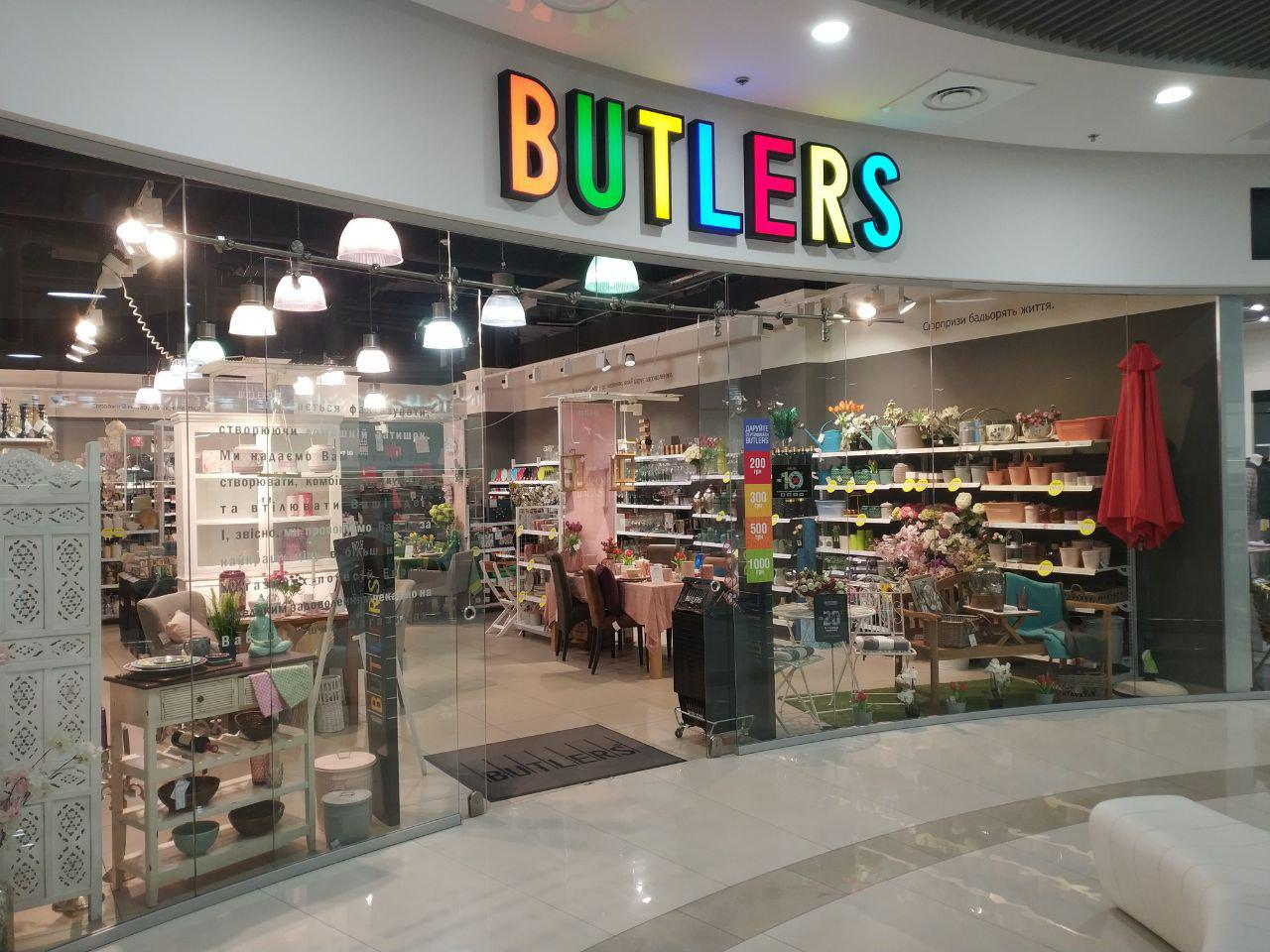
Магазин Butlers у Києві, Україна

Butlers - це німецька роздрібна торговельна мережа, що продає товари для дому, декор, меблі та подарунки в більш ніж 160 магазинах по всій Європі. В Україні перший магазин відкрився у 2009 р., на даний момент налічується 12 магазинів, у таких містах як: Київ, Дніпро, Львів, Одеса та Херсон. 

## Історія
Butlers походить від сімейної компанії "Wilhelm Josten Söhne", заснованої в 1829 році в Нойс, Німеччина, до якої входив універмаг "Josten" – що спеціалізувався на кухонному посуді та побутовій техніці. У 1999 році брати Вільгельм і Пол Йостен разом з Френком Хользапфелем відкрили перший магазин Butlers у Кельні.

У 2005 році Butlers розширився за кордоном з його суб-компаніями "Butlers Trading Ltd." і "Butlers Handel GmbH". Перші відділення за межами Німеччини були створені в Лондоні, Цюріху та Відні. У той час як магазини в Німеччині, Австрії, Швейцарії, Іспанії та Великій Британії управляються власною компанією Butlers, франчайзингові партнери працюють у магазинах в Україні, Угорщині, Греції, Хорватії, Мальті, Люксембурзі та Чехії. 

## Асортимент
Асортимент налічує: посуд, меблі, декор, домашні аксесуари та текстиль. 